# Derdevil
Derdevil (engl. Daredevil) superheroj je izdavačke kuće Marvel komiks autora Stena Lija (scenario) (Stan Lee) i crtača Bila Evereta (Bill Everett), uz doprinos Džeka Kirbija (Jack Kirby) pri dizajniranju Derdevilovog kostima. Prva epizoda stripa objavljena je u aprilu 1964. u prvom broju strip-sveske Derdevil (Daredevil #1). Na srpskom tržištu junakovo ime je prevođeno i kao Nebojša (u strip-časopisu Lale), u EKS-almanahu je transkribovano kao Dardevil, a u Politikinom zabavniku kao Derdevil.

## Biografija lika
Dok je odrastao u predgrađu Njujorka, poznatom kao Đavolja kuhinja (Hell's Kitchen) Met Merdok (Matt Murdock) je izgubio vid zbog radioaktivne supstance koja je ispala iz kamiona u prolazu. Uprkos tome što više nije mogao da vidi, izloženost radioaktivnosti povećala je njegova preostala čula iznad ljudskih sposobnosti. Odgajao ga je otac, bokser po imenu Džek Merdok (Jack Murdock), koga su kasnije ubili gangsteri jer je odbio da preda meč. Nakon što je dobio tamnocrveni kostim, Met kreće u osvetu protiv ubica svoga oca kao superheroj po imenu Dardevil, boreći se protiv mnogih neprijatelja, uključujući Kingpina i Bulzaja (Bullseye). Dardevilov nadimak je „Čovek bez straha“ (The Man Without Fear).

## Spoljašnje veze
- ,  (jezik: engleski)